# Hylaeothemis
Hylaeothemis é um género de libelinha da família Libellulidae.
Este género contém as seguintes espécies:
- Hylaeothemis clementia Ris, 1909
- Hylaeothemis fruhstorferi (Karsch, 1889)
- Hylaeothemis gardeneri Fraser, 1927
- Hylaeothemis indica Fraser, 1946